# Desmos yunnanensis
Desmos yunnanensis är en kirimojaväxtart som först beskrevs av Hu Hsien-Hsu, och fick sitt nu gällande namn av Ping Tao Li. Desmos yunnanensis ingår i släktet Desmos och familjen kirimojaväxter. Inga underarter finns listade i Catalogue of Life.